# Natural Colour System

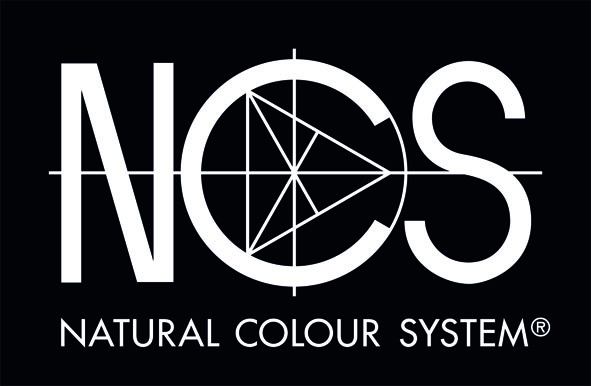
NCS-logo

Wit, zwart en de vier bonte kleuren van het NCS

NCS 1950

Het Natural Colour System, afgekort tot NCS, vaak volgens de Amerikaanse spelling geschreven als Natural Color System, is een gepatenteerd kleurenmodel, gepubliceerd door het Scandinavisch Kleureninstituut, het Skandinaviska Färginstitutet AB uit Stockholm.
Het kleursysteem komt voort uit de fenomenologische filosofie, maar beroept zich ook op de natuurwetenschappelijke leer van de opponentkleuren, zoals eind 19e eeuw voorgesteld door de Duitse fysioloog Ewald Hering. Het ontwikkelde zich tot de kleurenleer van de Zweedse school. De hoofdthese van het systeem is dat de menselijke subjectieve kleurervaring vier bonte elementaire kleuren zou bevatten: rood, geel, groen en blauw. Dat het onmogelijk is om met een combinatie van die vier kleuren in verf of met pigment alle andere kleuren te verkrijgen, verklaart het systeem door een tegenstelling aan te nemen tussen de verfmenging en de menselijke subjectieve ervaring.
Het Natural Colour System beoogt alleen de subjectieve waarneming of perceptie te beschrijven en is dus als pigmentmodel ongeschikt. Desalniettemin is het systeem met succes gepromoot als industriële kleurstandaard. Het NCS gebruikt daarvoor een eigen notatie en wordt door de Stichting Nederlands Kleur Instituut als kleurstandaard gepromoot.

## Ontwikkeling van het begrip elementaire kleur
In het Natural Colour System neemt het begrip "elementaire kleur" een centrale plaats in en men kan het systeem niet echt begrijpen zonder een duidelijk beeld te hebben van de precieze betekenis en historische ontwikkeling van dit concept.

### Vroege theorieën
In de klassieke oudheid en middeleeuwen – en ook in de niet-Westerse culturen – worden kleuren meestal óf als gelijkwaardig gezien óf als verschijningsvormen van een enkele "echte" kleur, bijvoorbeeld rood of wit. Vanaf de renaissance doet zich een nieuwe ontwikkeling voor, waarvan we het prille begin al bij Leonardo da Vinci zien, die voor het eerst onder woorden bracht dat er meerdere "unieke kleuren" waren waarvan alle andere kleuren alleen variaties zijn. Dit nog vage inzicht dat het totaal aan mogelijke kleuren te herleiden is tot een beperkt aantal fundamentele kleuren, wordt in de vroege 17e eeuw een bewust streven binnen de filosofie om de niet meer verder herleidbare elementen in de kleurwaarneming te ontdekken. Men wil die kleuren vinden die, in het filosofische jargon, een simplex zijn, een "enkelvoudigheid" waaruit de andere kleuren zijn samengesteld. Die andere, samengestelde, kleuren zijn complex en dus herleidbaar tot hun samenstellende elementaire kleuren. De elementaire kleuren zelf zijn echter onherleidbaar: ze kunnen niet tot nóg iets simpelers worden teruggebracht.
De methode die de filosofen toepasten was die van de toen gebruikelijke speculatieve filosofie: men dacht net zo lang over een vraagstuk na tot men meende het begrepen te hebben, tot een bepaalde subjectieve overtuiging kwam. Die methode leek in dit geval ook zeer toepasselijk want wat men wilde vinden had vooral betrekking op de subjectieve kleurwaarneming, de wijze waarop de kleuren zich aan ons bewustzijn voordoen. Het ging dus op dit punt veel minder over de biologie of de fysica van het zien van kleuren, hoewel die aspecten meestal meteen werden meegenomen. Wat men zocht waren de fundamentele qualia, de "hoedanigheden" waaruit onze bewuste ervaring is opgebouwd. Al nadenkend over hun eigen kleurervaring kwamen de meeste filosofen door introspectie tot de conclusie dat er naast zwart en wit vier bonte elementaire kleuren waren: rood, geel, groen en blauw. De eerste die dit viertal genoemd had, al in de 15e eeuw, was Leon Battista Alberti.
Behalve de methode van de speculatie was er nog een alternatieve manier om aan kennis te komen: de zogenaamde empirische methode, gebaseerd op observatie en experiment. Je kon door middel van menging van licht of verf bepalen welke kleuren je minimaal nodig had om alle andere uit samen te stellen. In de 17e eeuw was de schilderkunst al ver gevorderd en uit die hoek kwam dan ook meteen het eerste bezwaar tegen de vierkleurenleer van de filosofen: de schilders wisten immers uit ervaring dat je met verf groen uit geel en blauw kon mengen. De empirische methode wees er dus op dat groen geen elementaire kleur kon zijn.
Beide methoden gaven dus tegenstrijdige resultaten. Dit conflict werd op twee manieren opgelost: de eerste was dat men ervan uitging dat de filosofen zich gewoon vergist hadden. Als ze maar beter hadden nagedacht, waren ze tot de conclusie gekomen dat groen geen elementaire kleur was. De tweede manier was dat men aannam dat beide methoden eigenlijk iets heel anders onderzochten: de empirische methode ging over verf en verf gedroeg zich misschien anders dan men op grond van de menselijke intuïtie zou mogen verwachten, dus contra-intuïtief.

### 19e eeuw

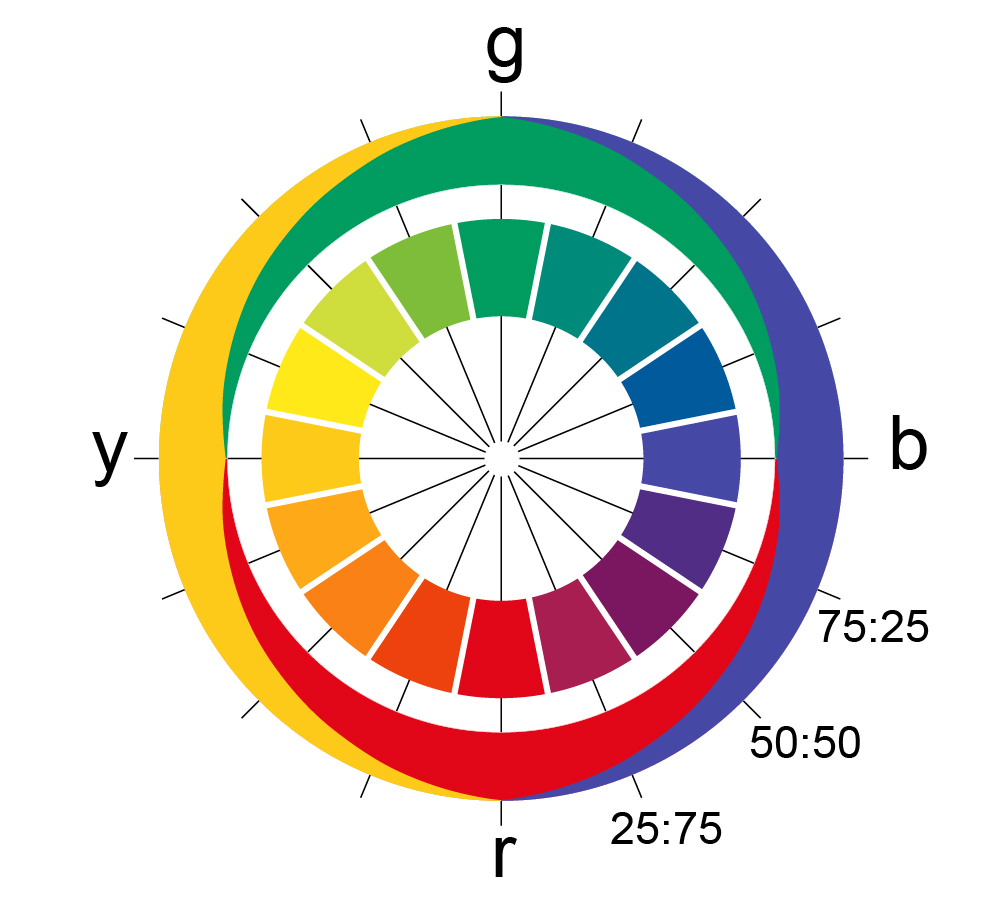
Kleurencirkel volgens Hering

In de 19e eeuw nam de kennis van de biologie van het kleurenzien en de fysica van de lichtmenging snel toe, vooral door het werk van James Maxwell. Vreemd genoeg had dat maar een kleine invloed op de kleurenleren voor subtractieve kleurmenging in die eeuw; de wetenschappelijke inzichten drongen daar maar heel langzaam door. In de tweede helft van de 19e eeuw gingen alle kleurenleren uit van ofwel drie bonte elementaire kleuren, rood, geel en blauw – waarvan men dan meestal aannam dat ze samenvielen met de primaire kleuren van de verfmenging – ofwel vier bonte kleuren, rood, geel, groen en blauw. Die laatste leren waren iets in de meerderheid. Kritiek op de vierkleurenleer kwam van Hermann von Helmholtz en zijn aanhangers die erop wezen dat er drie soorten receptoren (kegeltjes) in het menselijk oog functioneerden, voor de waarneming van rood, blauw en groen licht. De Duitser Ewald Hering, de auteur van Zum Lehre von Lichtsinn uit 1879 sprong hierop in door aan te nemen dat ieder type receptor met een bepaalde elementaire kleur overeenkwam. Het leek hem echter evident dat geel geen samenstelling kon zijn van rood en groen. Dit loste hij op door de hypothese dat ergens op een hoger niveau de signalen van de bonte kleuren in "opponentie" verwerkt werden: eerst werden rood en groen tegenover elkaar gesteld en hun gezamenlijke "gele" signaal werd dan weer met het blauwe vergeleken. Hoe dit precies gebeurde wist Hering niet; hij veronderstelde dat het een soort chemisch proces was waarbij nog onbekende "visuele substanties" betrokken waren die op elkaar inwerkten in deelprocessen van "assimilatie" en "dissimilatie". De kleuren rood, geel, groen en blauw noemde Hering de Urfarben. Om te ontdekken welke tint deze Reinfarben precies hadden, ging hij bij zichzelf te rade. Volgens zijn eigen kleurgevoel had "zuiver rood" een golflengte van ongeveer 700 nanometer, "zuiver geel" een van 570 nm, "zuiver groen" een van 500 nm en "zuiver blauw" een van 470 nm. Hering nam aan dat tussen de paren geel-blauw en rood-groen het grootste kleurcontrast aanwezig was en dat deze paren complementaire kleuren waren: dat hun menging in verf idealiter zwart zou opleveren.

### 20e eeuw
In het midden van de twintigste eeuw deed zich een aantal ontwikkelingen voor. Om te beginnen werd de filosofische beweging van de fenomenologie erg populair, die sterk gericht was op de vraag hoe de mens de wereld subjectief beleefde. Dat leidde ook tot een aantal fenomenologische kleurenleren. Op de tweede plaats werd uit biologisch onderzoek duidelijk dat Hering in zoverre gelijk had in zijn hypothese dat bleek dat de zenuwcellen in het oog, de bipolaire en ganglioncellen in de retina, die de signalen van de kegeltjes verwerken voor verzending naar de hersenen, zelf de signalen op twee niveaus in opponentie met elkaar vergeleken. Een derde ontwikkeling was het tot stand komen van een wetenschappelijke synthese van biologische en fysische gegevens. Die synthese maakte duidelijk dat Helmholtz gelijk had en dat er drie subtractieve primaire kleuren bestaan voor verfmenging, en dat deze niet rood, geel en blauw waren doch bestonden uit het drietal magenta, geel en cyaan, en dat, anders dan Hering had aangenomen, de drie subtractieve secundaire kleuren, rood, groen en blauw, overeenkwamen met de drie kegeltjes in het oog. Hering dacht nog dat zijn vier elementaire kleuren ook voldoende waren om in verf alle mogelijke kleuren te mengen en dat er een tegenstelling bestond tussen het additieve systeem van lichtmenging en het subtractieve systeem van verfmenging (in die zin dat de primaire kleuren van het additieve systeem niet identiek waren aan de secundaire kleuren van het subtractieve systeem en omgekeerd), een opvatting die in zijn tijd heel algemeen was, hoewel ook toen al slecht gefundeerd.
Op grond van het wetenschappelijke model kunnen we Herings lijn doortrekken. Niet alleen is (verzadigd) geel geen menging, subjectief noch in verf, van rood en groen – hetzelfde geldt voor magenta (dat geen menging is van rood en blauw) en cyaan, (dat geen menging is van groen en blauw). De subtractieve primaire kleuren vallen in deze opvatting met de bonte elementaire kleuren samen, waarvan er dus drie zijn: magenta, geel en cyaan. Dit sluit ook aan bij de manier waarop de contrastsignalen in het oog verwerkt worden, want die maakt acht hoofdtypen mogelijk, voor zwart, rood, groen, blauw, geel, cyaan, magenta en wit.
De moderne synthese drong echter maar langzaam tot de filosofische kleurenleren door. Dit kwam voor een deel omdat ze sterk natuurwetenschappelijk en technisch gericht was en dus weinig oog had voor vragen over de subjectieve kleurbeleving; veel natuurwetenschappers ontkennen zelfs dat er zoiets als bewustzijn bestaat, laat staan qualia.

### Zweedse school
Rond 1960 was er in Zweden een filosofisch gerichte beweging ontstaan die zich sterk op de fenomenologie baseerde, losstond van de strikt natuurwetenschappelijke traditie en die als uitgangspunt had dat er vier bonte elementaire kleuren waren: de traditionele kandidaten rood, geel, groen en blauw. Men meende daarbij dat het gelijk van Herings hypothese deze leer had bewezen.
Volgens een dergelijke leer zijn veel verfmengingen contra-intuïtief. Deze overgangen bijvoorbeeld, die correct laten zien wat er met verf gebeurt, zouden voor de menselijke ervaring onlogisch, verrassend en onvoorspelbaar moeten zijn. De centrale kleur zou namelijk niet als een mengkleur van de beide buitenste kunnen worden ervaren:
| geel  |  |         | geel |               |  | magenta |  |
| groen |  | rood    |      | blauw(violet) |  |         |  |
| cyaan |  | magenta |      | cyaan         |  |         |  |

Ook zouden de centrale kleuren onanalyseerbaar moeten zijn. Het zou dus onmogelijk moeten zijn in het groen een geel- of cyaancomponent te ervaren. Als het een elementaire kleur en enkelvoudigheid zou zijn dan kán groen als tint immers helemaal geen componenten hebben. Mocht men menen te kunnen zien dat groen wél een menging is van geel en cyaanblauw dan wordt dat verklaard als een aangeleerde reactie veroorzaakt door de invloed van de driekleurenleer en beschouwd als een mislukte introspectie. Het is vanwege deze stelling dat zulke kleurovergangen "tegennatuurlijk" zijn dat de Zweedse beweging haar systeem het Natural Colour System noemde, in navolging van Herings Natürliches System der Farbempfindungen. In deze opvatting is de mens uitgerust met een gebrekkig systeem van subjectieve kleurervaring dat de fysieke werkelijkheid niet juist weerspiegelt en het in veel gevallen onmogelijk maakt de resultaten van subtractieve kleurmenging juist te voorspellen.
Zouden we echter aannemen dat de elementaire kleuren simpelweg samenvallen met de drie subtractieve primaire kleuren dan zouden bovenstaande mengingen ons logisch en weinig opzienbarend moeten toeschijnen, zij het wat lastiger dan bij kleuren die dichter bij elkaar liggen. In deze opvatting zou juist een weerstand om rood als een mengkleur te zien verklaard worden als een aangeleerde reactie, voortkomend uit de oude driekleurenleer die rood als subtractieve primaire kleur zag. De mens is dan door de evolutie met een coherent en adequaat ervaringssysteem uitgerust dat de juiste verwachtingen schept ten aanzien van pigmentmengingen.

## Ontwikkeling van het Natural Colour System

### Vroege projecten
Het Natural Colour System begon als een project om een ruimtelijk kleurmodel te scheppen dat zo nauw mogelijk zou aansluiten bij de subjectieve kleurbeleving zoals geïnterpreteerd volgens een fenomenologische vierkleurenleer. De juistheid van die leer werd daarbij als gegeven beschouwd. Hoewel er veel empirisch onderzoek werd verricht, had dat dus niet in de eerste plaats tot doel het uitgangspunt te toetsen. Men werkte binnen een bepaald paradigma. Het werk bij het Swedish Color Centre Foundation ging van start in 1964 en werd uitgevoerd door Anders Hård en Lars Sivik die de eerste resultaten presenteerden tegen het eind van de jaren zestig, onder supervisie van Gunnar Tonnquist. Het doel was toen om een methode te creëren waarmee een normale waarnemer zonder veel achtergrondkennis met het blote oog en zonder gebruik te maken van instrumenten, of kleurstalen ter vergelijking, een kleurbepaling kon vaststellen van fysieke objecten in zijn waarnemingsveld. Bij dit onderzoek baseerde men zich op eerder vooroorlogs werk van Tryggve Johansson en gebruikte als referentiekader de kleurenatlas van Sven Hesselgren uit 1952.
De onderzoekers ontdekten dat waarnemers met ongeveer 5% foutenmarge de gelijkenis van een kleur konden vaststellen ten opzichte van vier bonte referentiekleuren en zwart en wit en wel door die gelijkenis in een percentage uit te drukken. Het bleek daarbij niet uit te maken of de referentiekleur zichtbaar was door middel van een kleurstaal of onthouden werd na training. De referentiekleuren waren: rood, geel, groen en blauw (röd, gul, grün, blå). Ondanks de verwijzing naar het fysiologische aspect van Herings werk, kwamen de vier kleuren niet overeen met de lokale intensiteitsextremen voor verzadigde kleuren die modern biologisch onderzoek had gevonden. Net zoals bij het fenomenologische deel van Herings werk weken de kleuren flink af: het "geel" neigde sterk naar oranje en het "blauw" was niet het blauwviolet dat ervaren wordt via het "blauwe" contrastsignaal van het oog. Men kreeg dus ongeveer deze elementaire kleuren:
| rood  |
| geel  |
| groen |
| blauw |

Volgens de moderne driekleurenleer zouden we aan het bovenstaande rijtje moeten kunnen zien waarin de vierkleurenleer superieur is aan de oude driekleurenleer: een zo verzadigd groen zou geen mengkleur van geel en blauw moeten lijken; het is volgens de moderne leer immers een menging van geel en cyaan. Een werkelijke menging in verf van zulke donkergele en kobaltblauwe tinten zal in feite een erg vuil groen opleveren. Dat de fenomenologisch gerichte kleurenleren door de eeuwen heen een vierde, groene, hoofdkleur noodzakelijk achtten, zou in deze opvatting een compensatie geweest zijn voor een foute keuze van vooral de tint "blauw". Ter vergelijking de drie subtractieve primaire kleuren, waaruit in principe alle kleuren gemengd kunnen worden, hoewel niet in elke gewenste verzadiging:
| magenta |
| geel    |
| cyaan   |

In 1968 presenteerde Hård een kleurruimte gebaseerd op dit model. Terwijl Johansson en Hesselgren al erg complexe geometrische figuren gebruikten in hun kleurruimten, bestond Hårds model uit een simpele dubbelkegel met aan de rand de vier bonte basiskleuren en aan de spitsen onderaan zwart en bovenaan wit. Die eenvoud sloot aan bij het doel van het project: het was niet zozeer bedoeld als een coherente wetenschappelijke weergave van de menselijke kleurperceptie maar eerder als een verduidelijking aan de gebruiker die niet in de war mocht worden gebracht door al te ingewikkelde vormen.
Ook in een tweede opzicht was Hårds kleurruimte een vereenvoudigende voorstelling: de kleuren magenta en cyaan waren niet verzadigd aanwezig, zoals ze dat ook al niet waren geweest in de voor het onderzoek gebruikte model van Hesselgren dat uitging van een constante intensiteitsgradiënt (toeneming van licht naar donker) tussen geel en blauw, terwijl in feite de curve op en neer gaat en de lokale extremen cyaan en magenta in volle verzadiging aanzienlijk intenser (lichter) zijn dan de tussen hun en geel liggende verzadigde kleuren rood en groen. Dit was overigens een vrij algemene tekortkoming van kleurenleren in de jaren zestig, niet speciaal van het NCS. Pas het werk van de Nederlander Frans Gerritsen in de jaren zeventig zou hierop de aandacht vestigen. Het niet aanwezig zijn van verzadigd magenta en cyaan is – afgezien van het voor de hand liggende bezwaar dat een belangrijk deel van de menselijke kleurervaring niet wordt weergegeven – om twee redenen problematisch. Om te beginnen is er de mogelijkheid dat het de introspectie van de kleurenfenomenoloog beïnvloed heeft. Hierboven zagen we dat verschillende verfmengingen, alle met cyaan of magenta als component, volgens de vierkleurenleer contra-intuïtief waren. Dit zou echter veroorzaakt kunnen zijn door een misverstand over de precieze identiteit van die mengingen: over welk magenta en cyaan hebben we het eigenlijk? Passen we het niet-verzadigde magenta en cyaan toe dat Herings werk toont dan krijgen we deze overgangen:
| geel  |  |         | geel |               |  | magenta |  |
| groen |  | rood    |      | blauw(violet) |  |         |  |
| cyaan |  | magenta |      | cyaan         |  |         |  |

Deze laatste overgangen zijn echter géén correcte verfmengingen, iets wat Hering zelf ook nooit beweerd heeft. Hij meende immers dat zijn intuïtie met de verfmenging overeenkwam, ze houden dus ook geen tegenstelling tussen de subjectieve kleurervaring en het mengen van verf in: ze zijn onjuist binnen ieder kleursysteem en ook contra-intuïtief volgens de moderne driekleurenleer. Het tweede probleem hangt hiermee samen. Volgens de vierkleurenleer zijn magenta en cyaan geen elementaire kleuren maar is magenta samengesteld uit rood en blauw en cyaan uit groen en blauw. Zouden we verzadigd magenta en cyaan gebruiken dan levert dit een kleurovergang op die niet overeenkomt met het resultaat van verfmenging:
| rood    |  |       | groen |  |
| magenta |  | cyaan |       |  |
| blauw   |  | blauw |       |  |

Zouden we echter de centrale kleuren onverzadigd maken dan is het resultaat wél overeenkomstig de verfmenging:
| rood    |  |       | groen |  |
| magenta |  | cyaan |       |  |
| blauw   |  | blauw |       |  |

Dit suggereert dat ook op dit punt er geen tegenstelling bestaat tussen de introspectie van de vierkleurenfenomenoloog en het gedrag van verf maar een dergelijke tegenstelling slechts wordt aangenomen door een verwarring tussen verzadigd en onverzadigd magenta en cyaan. Volgens de moderne driekleurenleer maakt de vierkleurenleer hier eenzelfde soort fout als welke Hering nog zo resoluut afwijst bij de derde subtractieve primaire kleur geel. Verzadigd geel is immers geen verfmenging van rood en groen:
| rood  |
| geel  |
| groen |

Maar zouden we onverzadigd geel nemen dan is het wel een verfmenging, overigens ondanks Herings pertinente stelling dat een "rood-groen" absoluut onmogelijk en ondenkbaar is, subjectief of in verf:
| rood  |
| geel  |
| groen |

### Commerciële toepassing

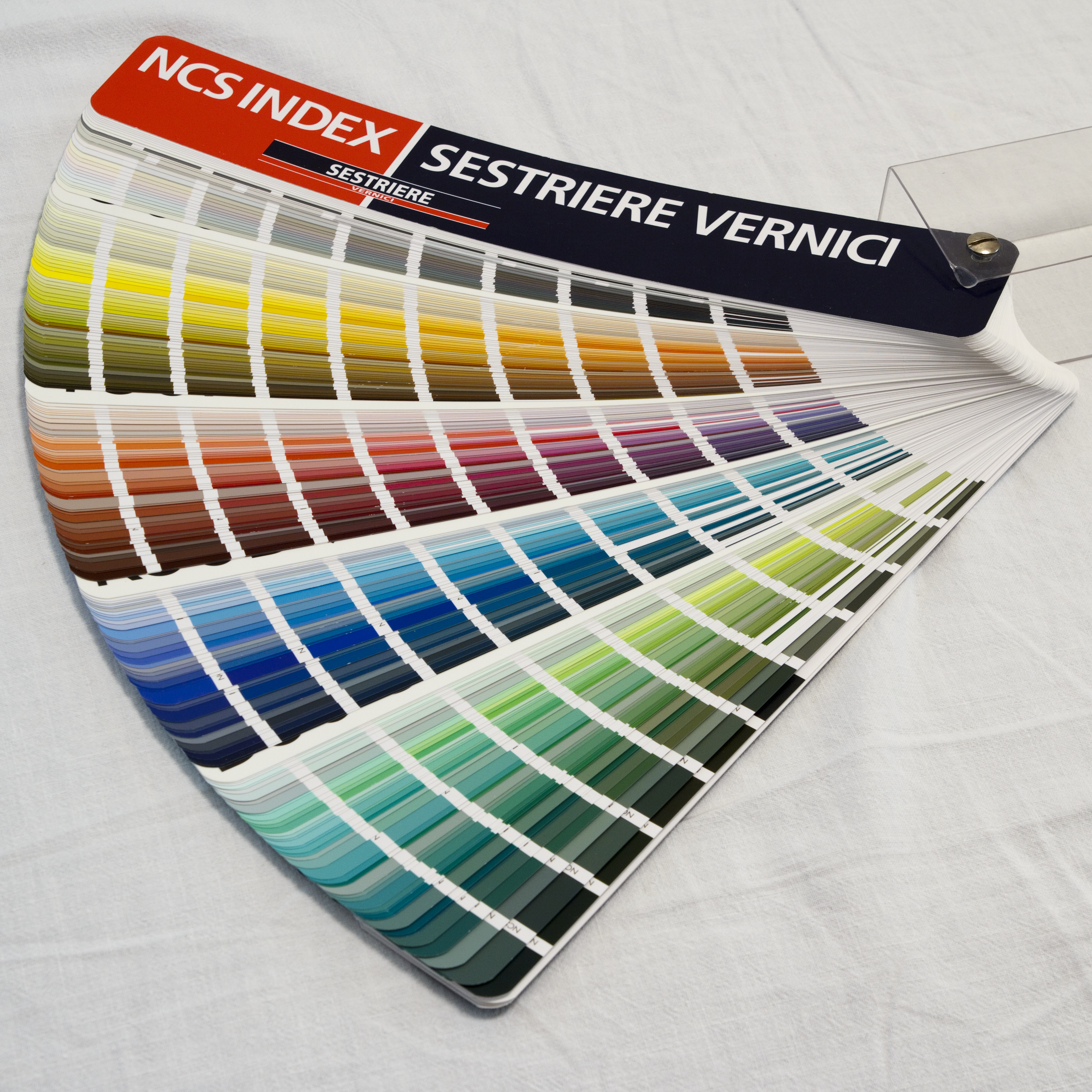
Kleurenwaaier volgens NCS

De Colour Centre Foundation was in 1964 opgericht vanuit de IVA (de Zweedse academie voor technische wetenschappen) en Svensk Form (het Zweedse genootschap voor ambachtskunst en vormgeving) maar werd financieel mogelijk gemaakt door een consortium waarin de Zweedse staat en industrie deelnamen. Het oorspronkelijke onderzoek had geresulteerd in een simpel en elegant systeem waarmee ieder mens zonder dure hulpmiddelen op eenvoudige wijze redelijk nauwkeurig in getallen kon uitdrukken wat voor een kleur hij op een gegeven moment zag – mits het geen verzadigd magenta of cyaan betrof. Het economisch belang hiervan was echter beperkt. In de jaren zeventig werd een industrieel NCS geschapen met een samenhangend systeem van gekalibreerde instrumentaria, gestandaardiseerde kleurstalen en exacte kleurcodes. Om een volwaardige concurrent te kunnen worden van bestaande systemen zoals CIELAB en Pantone, kon dit stelsel niet meer gebaseerd zijn op inexacte subjectieve kleurwaarnemingen; het gebruikte objectieve fysieke metingen. Dit zette de methode op zijn kop: oorspronkelijk begon men met een subjectieve kleurervaring en vertaalde die in een formule; in de nieuwe opzet is het beginpunt een exacte fysieke meting die in een formule wordt omgezet die een mens die deze leest weer kan vertalen in een subjectieve kleurervaring – althans voor zijn innerlijk oog. Of dat laatste ook echt gebeurt, is voor het functioneren van het industriële systeem natuurlijk niet bijster relevant (men kan in plaats van de formule ook direct een van de 1750 kleurstalen gebruiken) en de band met de achterliggende theorie is hierdoor erg los geworden. Mocht blijken dat deze kleurenleer incorrect was dan doet dat niets toe of af aan de industriële bruikbaarheid van het systeem: de codes staan ook toe een gemeten kleur industrieel te reproduceren als men ze als een willekeurige notatie opvat. Dat doen de verfmachines namelijk in feite altijd al: zij mengen immers de kleuren niet vanuit het NCS-viertal rood, geel, groen en blauw – dat zou een volkomen onjuist resultaat opleveren – maar vanuit de drie subtractieve primaire kleuren magenta, geel en cyaan. Vanzelfsprekend moest een industrieel kleurengamma ook een meer verzadigd cyaan en magenta beschikbaar hebben en die kleuren werden dan ook toegevoegd. De NCS-standaard van 1979 begon zo af te wijken van de oorspronkelijke leer. Het resultaat van die ontwikkeling was een toestand waarbij er intern een industriële kern was die in feite eleganter beschreven kon worden met de moderne driekleurenleer en een externe presentatie die nog grotendeels volgens de lijnen van de traditionele vierkleurenleer opgezet was.
Die presentatie naar buiten toe geeft een versimpeld beeld van de situatie. De klemtoon wordt gelegd op de fysiologische aspecten van Herings leer en de opvatting dat biologisch onderzoek deze leer bevestigd zou hebben. Dat de achtergronden van het NCS voornamelijk filosofisch en introspectief zijn, blijft onderbelicht alsmede het feit dat de moderne opponentkleuren niet simpelweg samenvallen met de elementaire kleuren van het NCS. De problematiek rond cyaan en magenta wordt niet vermeld. Het wordt niet duidelijk gemaakt dat Hårds dubbelkegel een versimpelde kleurruimte is. Het systeem zou het enige zijn dat zou aansluiten bij de manier waarop mensen kleur waarnemen. Die claim wordt typisch ondersteund door de intuïties van het NCS over subtractieve kleurmenging te vergelijken met de RGB-notatie die echter over de additieve kleurmenging gaat en vanzelfsprekend niet de juiste resultaten oplevert als men haar direct op de subtractieve menging toepast. Een vergelijking met het echte alternatief, het subtractieve deel van de moderne driekleurenleer, wordt niet gemaakt.
Het NCS is een standaard in negentien landen en is de norm voor kleurenreferenties in Zweden (sinds 1979), Noorwegen (sinds 1984) en Spanje (sinds 1994). Het is ook een van de standaards die gebruikt wordt door de International Colour Authority, een uitgever die voorspellingen doet met betrekking tot trends in de textielindustrie en interieurontwerp. Het NCS-systeem wordt vertegenwoordigd door een netwerk van distributeurs dat de lokale markt bestrijkt en over een volledige voorraad NCS-kleurstalen en andere producten beschikt. Zij leveren oefenmateriaal, opleidingscursussen en documentatie. Het NCS wordt vooral gebruikt door interieurarchitecten en als standaard van huisschildersverf op het Europees continent; in de Engelstalige landen wordt het weinig toegepast. In Zweden maakt het deel uit van het voorgeschreven onderwijsprogram.

### Later onderzoek
Vanaf de jaren zeventig begon het psychologisch empirisch kleuronderzoek rekening te houden met het, toch al sinds de dagen van Maxwell bekende, feit dat er zoiets als verzadigd cyaan en magenta bestond. Het meest opvallende gevolg was dat het in onderzoek veelgebruikte Munsell Color System langzaam werd aangepast – een proces dat nog steeds niet helemaal is voltooid – maar ook de onderzoekers van het NCS begonnen hun testpersonen een kleurengamma voor te leggen waarin de "nieuwe" verzadigde kleuren aanwezig waren. Hierbij bleek dat het NCS ten dele in staat is zich als een echt wetenschappelijk systeem te gedragen in die zin dat het een falsificatie, weerlegging, van haar eerdere hypothesen probeerde uit te voeren. Die falsificatie slaagde ook: de introductie van verzadigd magenta en cyaan in de testopzet leidde tot beduidend andere onderzoeksresultaten. Hierop werd het systeem aanzienlijk aangepast in de richting van de moderne driekleurenleer: "blauw" werd nu een kleur die dicht bij cyaan stond en "rood" ging wat in de richting van magenta; ook het geel werd wat minder oranjeachtig. Door de eerste twee wijzigingen werd de band met de opponentkleuren nog vager. Het wezenskenmerk van het systeem: dat het een vierkleurenleer betrof, werd echter niet verlaten. Groen bleef dus aanwezig als elementaire kleur, waarbij een voorsprong op de driekleurenleer bewaard bleef bij het gebruik als referentiesysteem: door gebruik van vier kleuren in plaats van drie worden immers de afstanden ten opzichte van de referentiekleuren minder en is het eenvoudiger de relatieve afwijking in te schatten. Het viertal elementaire kleuren zag er in de standaard van 1995 ongeveer zo uit:
| rood  |
| geel  |
| groen |
| blauw |

In de externe presentatie van het NCS blijven omvang en precieze achtergronden van de wijzigingen onvermeld, alsmede het gegeven dat naarmate de NCS-kleuren dichter bij de primaire kleuren van de subtractieve kleurmenging komen, de claim dat het NCS-systeem intuïtief superieur is, veel van haar relevantie verliest.

## Taalkunde
In de jaren zestig is het vraagstuk welk kleursysteem het juiste is, verder gecompliceerd door taalkundig onderzoek. De antropoloog Brent Berlin publiceerde in zijn boek Basic Color Terms uit 1969 de resultaten van linguïstisch onderzoek dat leek aan te tonen dat alle talen in de wereld volgens een vast schema evolueren: ze creëren eerst een kleurterm voor rood, dan een voor geel of groen; bij talen met drie kleurtermen gaat het onveranderlijk om rood, geel en groen en de vierde term is steeds blauw. De theorie is zeer omstreden maar sluit aan bij eerdere stellingen door fenomenologen dat de meeste talen in de wereld woorden voor hun vier elementaire kleuren bevatten. De zaak ligt echter ingewikkeld: veel talen hebben maar drie basiskleurtermen en sommige geen enkele.
Het taalkundig onderzoek ondersteunt de vierkleurenleer: net zoals de driekleurenleer meer waarschijnlijk wordt doordat het één enkel systeem biedt voor intuïtie en verfmenging, zo wordt de vierkleurenleer waarschijnlijker doordat één mechanisme, dat van de opponentkleuren, zowel intuïtie als taal kan verklaren. Aan de andere kant biedt het onderzoek de driekleurenleer ook een argument tegen de vierkleurenleer, want die kan nu mogelijk verklaard worden als een verwarring tussen intuïtie en niet-intuïtieve psychologische mechanismen die achter de taal verscholen kunnen liggen. Rood, geel, groen en blauw zouden misschien alleen exemplarisch kunnen zijn als "oerkleuren", evolutionair verankerd als relevante omgevingsfactoren – het rood van bloed, het donkergeel van gerijpt fruit, het groen van planten, het blauw van de lucht – zonder dat het de elementaire kleuren zijn van het qualiasysteem. In dat geval vormen de vier kleuren van de NCS misschien niet zoals beweerd de onveranderlijke "pure" kleuren van de menselijke waarneming maar zijn ze een resultante van allerlei psychologische, biologische, taalkundige en culturele factoren, waaronder de invloed van de oude driekleurenleer. Over het onderwerp elementaire kleur bestaat in filosofie noch wetenschap enige consensus.

## Eigenschappen

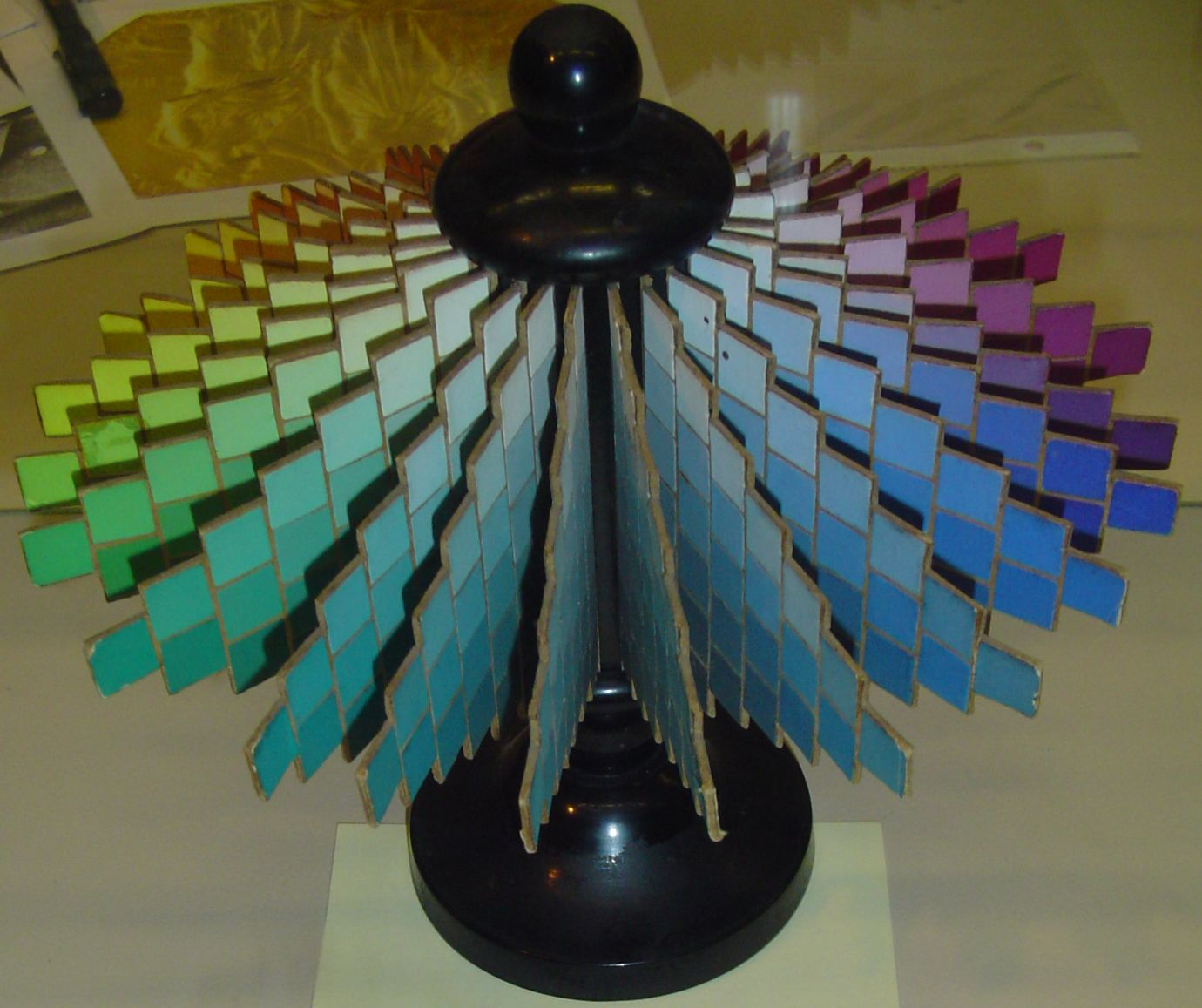
Dubbele kegel van Ostwald

Het model dat het NCS gebruikt is een kleurruimte in de vorm van een dubbelkegel, gelijk aan die welke Wilhelm Ostwald toepaste. Net zoals bij ieder kleurmodel staat bij de dubbelkegel iedere dimensie voor een van de drie basisparameters van kleur: de intensiteit (lichtsterkte), de verzadiging (hoe fel of zuiver de kleur is) en tint (over welke kleur het gaat). Kleuren in NCS worden dan ook genoteerd met drie waarden, te weten de hoeveelheid zwart, waarmee de intensiteit (in dit geval indirect, zie onder) bepaald wordt, de "kleurigheid" (chromaticness) en een percentage tussen twee van de elementaire kleuren: tussen geel en rood; rood en blauw; blauw en groen of groen en geel. Met die laatste verhouding ligt de tint vast.
De kleuren worden in het systeem aangegeven met een NCS-code, bij voorbeeld S 0570-Y30R. De S geeft aan dat het een van de gestandaardiseerde kleuren is. De overige cijfers en letters geven aan hoeveel een bepaalde kleur overeenkomt met de zes elementaire kleuren inclusief wit en zwart.
De eerste twee cijfers, 05, geven aan hoeveel zwart er aanwezig is; in dit geval slechts 5%. De twee cijfers 70 geven aan in hoeverre de kleur verzadigd is, in dit geval 70%. De hoeveelheid wit kan dan bepaald worden uit 100%-5%-70%=25%. Deze vier cijfers geven de kleurnuance aan. De cijfers en letters van het laatste deel, Y30R in dit voorbeeld, geven de kleurttint aan. In dit geval is het een gele kleur (Y) met 30% rood. Deze kleur is dus een vrijwel verzadigde kleur oranje.
In het jaar 2020 waren er in het NCS-systeem 1950 gestandaardiseerde kleuren. Twee jaar later waren dat er honderd meer.

### De "nuance": de NCS-driehoek
De verticale as van de dubbelkegel geeft de licht-donkerdimensie weer: wit aan de top (W) en zwart (S ofwel Svart) onderaan. Daartussen heeft men een onderverdeling gemaakt met negen tussenstappen die het percentage zwart uitdrukken van 10 tot en met 90. Als we een verticale doorsnede maken door de dubbelkegel krijgen we een driehoek met als horizontale as de kleurigheid. Opnieuw zijn er negen tussenstappen tussen de as die de grijswaarden weergeeft en de volle kleur, die het percentage "kleurigheid" weergeven van 10 tot en met 90.

Driehoek voor G30Y

Een eigenaardigheid van de notatie is dat de hoeveelheid zwart en de kleurigheid samen kleiner of gelijk aan 100% zijn; de rest is de hoeveelheid wit. Dit betekent dat het zwartpercentage geen directe aanwijzing is van de intensiteit. In feite is het zelfs een hoge uitzondering dat kleuren met hetzelfde zwartgetal een identieke donkerheid hebben; ze liggen ook niet in dezelfde horizontale doorsnede van de dubbelkegel, maar vormen een gelijke gradatie vanaf de buitenste lijn wit-volle kleur, welke lijn echter zelf in intensiteit afneemt naarmate de volle kleur genaderd wordt. De intensiteit kan zo pas bepaald worden in een combinatiewaarde met de kleurigheid, welke waarde men in het NCS de "nuance" noemt. De notatie geeft als het ware de percentages witte, zwarte en gekleurde verf weer die samen een mengsel van 100% vormen. Dit is opmerkelijk gezien het uitgangspunt van het NCS dat men juist niet de verfmenging wil volgen maar de intuïtie. Deze eigenschap werd noodzakelijk gemaakt door het feit dat de buitenste rand van de dubbelkegel, waaraan zich de verzadigde kleuren bevinden, zich in deze versimpelde kleurruimte op gelijke afstand van wit en zwart bevindt terwijl in werkelijkheid de verzadigde kleuren flink in intensiteit verschillen in de volgorde geel, cyaan, magenta, groen, rood en blauw. Hierdoor zou het hoe dan ook onmogelijk geweest zijn dat horizontale doorsneden een schijf van eenzelfde intensiteit weergeven.

### De "tint": de NCS-kleurencirkel

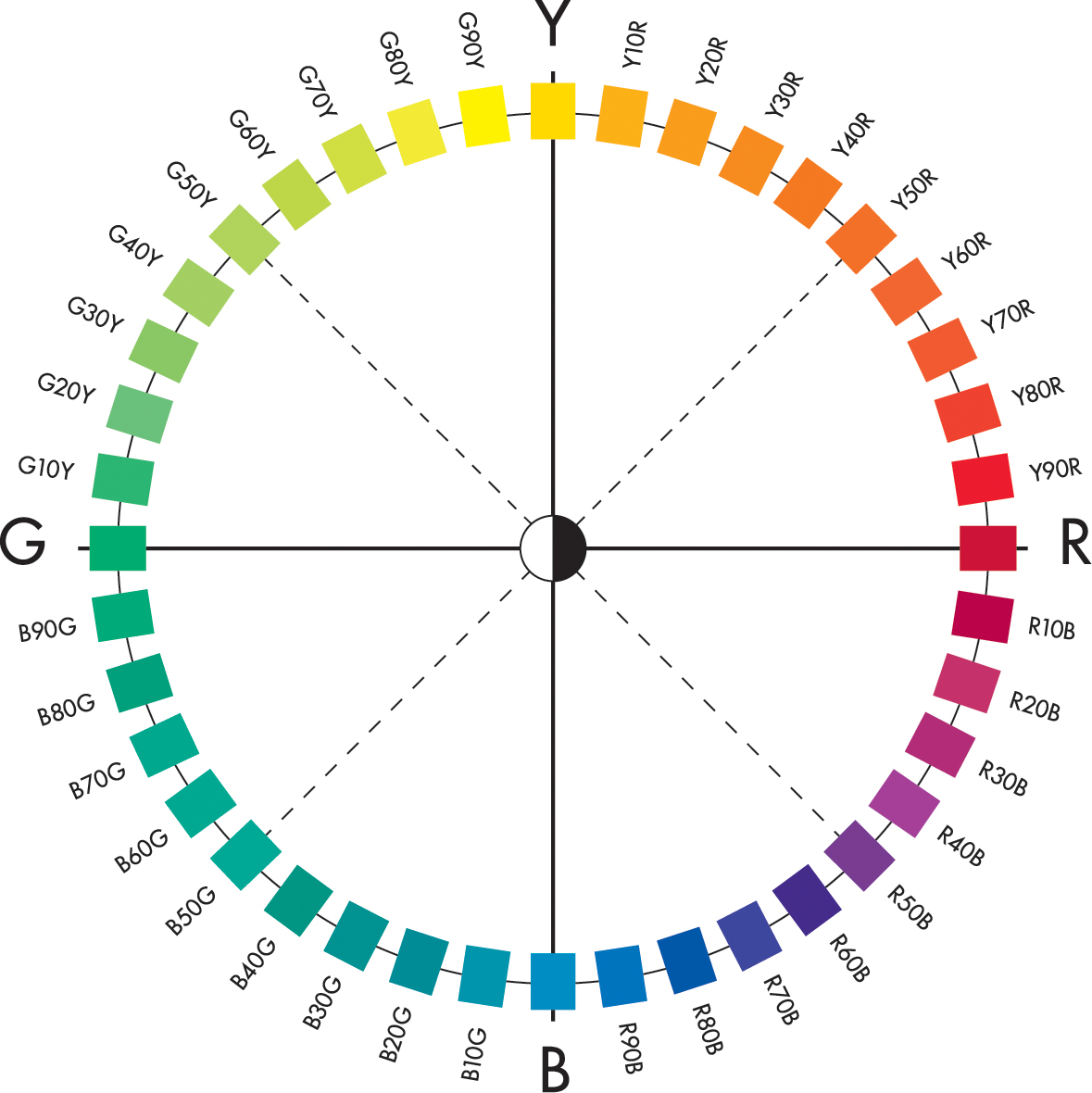
NCS-cirkel van verzadigde kleuren

Maken we een horizontale doorsnede op de rand van de dubbelkegel dan verkrijgen we de NCS-kleurencirkel van verzadigde kleuren. De vier elementaire kleuren van het NCS: geel (Y), rood (R), blauw (B) en groen (G) bevinden zich op gelijke afstand van elkaar, met geel bovenaan, rood rechts, blauw onderop en groen links, zoals conventioneel is. Vergeleken met een cirkel met geel, magenta en cyaan als hoofdkleuren betekent dit dat de mengingen tussen groen en geel en tussen geel en rood een grotere sector krijgen: de helft in plaats van een derde. Dit sluit goed aan bij het gegeven dat de mens kleurverschillen rond geel nauwkeuriger kan onderscheiden. In dit opzicht komt de NCS-cirkel overeen met het Munsellsysteem. Doordat groen een extra hoofdkleur is, wordt echter ook de groen-blauwsector erg groot. Daar dat blauw zelf niet meer sterk van cyaan verschilt en het menselijk kleuronderscheidingsvermogen tussen groen en cyaan erg slecht is, krijgen we hier een aantal kleurstappen dat nauwelijks van elkaar te onderscheiden is. Tussen blauw en rood echter wordt de helft van de standaardcirkel in één kwadrant samengeperst zodat de kleurstappen daar juist enorm zijn. De uniformiteit van stappen in kleuronderscheidingsvermogen, zoals het Munsellsysteem nastreeft, is hier dus ver te zoeken. Een verdere eigenaardigheid is dat de cirkel nog steeds geen erg verzadigd cyaan en vooral magenta toont.
De tintnotatie geeft eerst een hoofdkleurletter. Gradaties tussen de hoofdkleuren worden weergegeven in negen tussenstappen weergegeven als percentages van 10 tot en met 90 van de, met de klok mee, volgende hoofdkleur. De eerste hoofdkleurletter kan dus een volkomen fout beeld van de kleur geven: Y90R bijvoorbeeld, ligt dicht tegen rood aan, niet in de buurt van geel. In totaal zijn er dus veertig stappen.

### Notatie
Ten slotte kan een NCS-kleurcode nog een NCS-versienummer bevatten. De tintnotatie volgt op de nuance, verbonden met een liggend streepje. De kleur okergeel wordt bijvoorbeeld zo genoteerd: NCS 3030 - Y30R met deze betekenis:
{\displaystyle {\begin{matrix}\mathbf {NCS} \\\ \end{matrix}}\ \ {\begin{matrix}\underbrace {\mathbf {30} } \\{\mathsf {zwartcomponent}}\end{matrix}}\ \ {\begin{matrix}\underbrace {\mathbf {30} } \\{\mathsf {kleurigheid}}\end{matrix}}\ \ {\begin{matrix}-\\\ \end{matrix}}\ {\begin{matrix}\underbrace {\mathbf {Y} } \\\ {\mathsf {tint}}\end{matrix}}\ \ {\begin{matrix}\underbrace {\mathbf {30R} } \\{\mathsf {percentage\ mengkleur}}\end{matrix}}}
De standaard van 1995 werd met een S aangegeven; bijvoorbeeld: NCS S 3030 - Y30R.
Met twee voorbeelden van de NCS-notatie kunnen we de Zweedse vlag beschrijven:
- Geel: NCS 0580-Y10R (een nuance van 5% zwart en 80% kleurigheid; een tint van 90% geel + 10% rood = een iets donker gemaakte maar grotendeels verzadigde kleur geel met een vleugje rood)
- Blauw: NCS 4055-R95B (een nuance van 40% zwart en 55% kleurigheid; een tint van 5% rood + 95% blauw = een enigszins donkere, niet erg verzadigde kleur blauw met een vleugje rood)

Een additief model zoals RGB beschrijft wat er op het laagste niveau (dat van de kegeltjes) gebeurt, wat goed aansluit bij het 'gezichtsbedrog' dat wordt toegepast in computermonitors en kleurentelevisies. Een subtractief model zoals het NCS-model daarentegen beschrijft wat er op het hogere niveau, dat van de hersenen, wordt ervaren, en sluit dus beter aan bij hoe mensen kleuren ervaren en beschrijven. Dit alles betekent dat de kleurnotatie in termen van NCS een meer direct idee van de kleur geeft, terwijl bij de RGB-notatie een mentale omzetting moet plaatsvinden die veel minder intuïtief is. Met het NCS-model is echter niet te voorspellen wat er gebeurt bij het mengen van verschillende kleuren licht of verf. De CMYK-notatie is zowel subtractief als een correcte voorspeller van verfgedrag: de omstreden pretentie van het NCS is dat zijn systeem intuïtiever zou zijn.